# Skånebanan
Skånebanan är en elektrifierad järnvägsförbindelse på sträckan Kristianstad−Hässleholm−Helsingborg. Banan trafikeras av persontåg och godståg. Banan är en tvärförbindelse mellan östra och västra Skåne och Blekinges järnvägsanslutning mot Skåne.

## Historia

### Kristianstad−Hässleholm
När Södra stambanan började byggas genom Skåne i mitten av 1850-talet fick den en sträckning via Hässleholm och befolkningen i Kristianstad började därför undersöka möjligheterna att bygga en bibana till stambanan. Banan blev helt kommunal/privatfinansierad på grund av att staten inte kunde bidra med några pengar. Staden Kristianstad bidrog med mest. Majoren och järnvägsarkitekten Claes Adolf Adelsköld ritade samtliga stationshus utmed banan. År 1863 bildades Christianstad−Hessleholms Jernväg (CHJ) och banan kunde invigas i juli 1865. Banan blev därmed en av de första enskilda järnvägarna i Skåne och både den danske och den svenske kungen deltog vid invigningen i Kristianstad för att visa på den betydelse staden haft genom historien.
CHJ:s stora konkurrent var Östra Skånes Järnvägar (ÖSJ) som bland annat ägde banorna till Hörby och Brösarp. ÖSJ drabbades hårdare än CHJ i och med 1920-talets begynnande bil- och busstrafik och år 1936 köpte CHJ upp ÖSJ och banorna kring Kristianstad hade med undantag för Blekinge Kustbana fått en enda ägare. Dock varade imperiet inte så länge – 1944 förstatligades CHJ och blev en del av SJ och år 1955 elektrifierades banan.
På sträckan har det funnits ett flertal stationer som idag inte längre är i bruk. Tidigare har tåg gjort uppehåll i Attarp, Ignaberga, Göinge Fridhem och Karpalund. I Önnestad återupptogs persontrafiken på försök 1982-1984, och orten är sedan december 2013 återigen en hållplats.

### Hässleholm−Helsingborg
Man hade i Helsingborg börjat diskutera en järnväg som skulle ansluta till Södra stambanan redan år 1859. Flera alternativa sträckningar togs fram och man fastnade för en järnväg mot sydöst till Eslöv som öppnades år 1865. Dock levde planerna på en nordligare järnväg kvar, och efter många om och men började Helsingborg–Hässleholms Järnväg (HHJ) byggas i början av 1870-talet och kunde invigas i sin fulla längd år 1875. Den slutgiltiga sträckningen blev via Åstorp och Klippan istället för Ljungbyhed som tidigare varit föreslagen, dock fick Ljungbyhed järnvägsförbindelse via Klippan-Röstånga Järnväg.
Åstorp fick ytterligare en förbindelse med Helsingborg när Skåne–Hallands Järnväg (SHJ) öppnade sträckan Helsingborg-Halmstad med bibanan Kattarp-Åstorp 1885. SHJ:s historia blev dock inte lång, bolaget förstatligades redan år 1896 så att SJ skulle kunna skapa Västkustbanan.
HHJ var en av de viktigaste privatbanorna i Skåne. Godstrafiken var omfattande och persontågen mellan Södra stambanan i Hässleholm och hamnstaden Helsingborg hade en kontinental prägel. Man köpte tidigt in tenderånglok och de modernaste loken hamnade efter förstatligandet hos SJ där de fick Littera E4.
År 1940 förstatligades HHJ och elektrifierades år 1943. I början av 1970-talet lades den lokala persontrafiken ner men återuppstod 1991 i länstrafikens regi då Pågatågen började trafikera sträckan Helsingborg-Bjuv. Samma år invigdes Helsingborgs nya station, Knutpunkten. Trafiken förlängdes 1998 till Åstorp och år 2007 förlängdes pågatågstrafiken ända till Kristianstad.
Före 1991 fanns två stationer i Helsingborg, Helsingborg F (färjestationen) för tåg norrut och Helsingborg C (centralstationen) för tåg söderut. På 80-talet gick det tåg Helsingborg F−Hässleholm via Kattarp−Åstorp. Även tågen mot Göteborg gick då via Kattarp-Åstorp.[källa behövs] Sträckorna Kattarp−Ängelholm och Helsingborg C−Bjuv−Åstorp var en period otrafikerade.[källa behövs]

## Trafik
Sedan den 17 juni 2007 ingår hela Skånebanan i pågatågsnätet. Pågatåg körs mellan Helsingborg och Kristianstad samt mellan Helsingborg och Åstorp. Öresundståg körs (Karlskrona -) Kristianstad - Hässleholm (– Malmö – Köpenhamn).

### Persontrafik

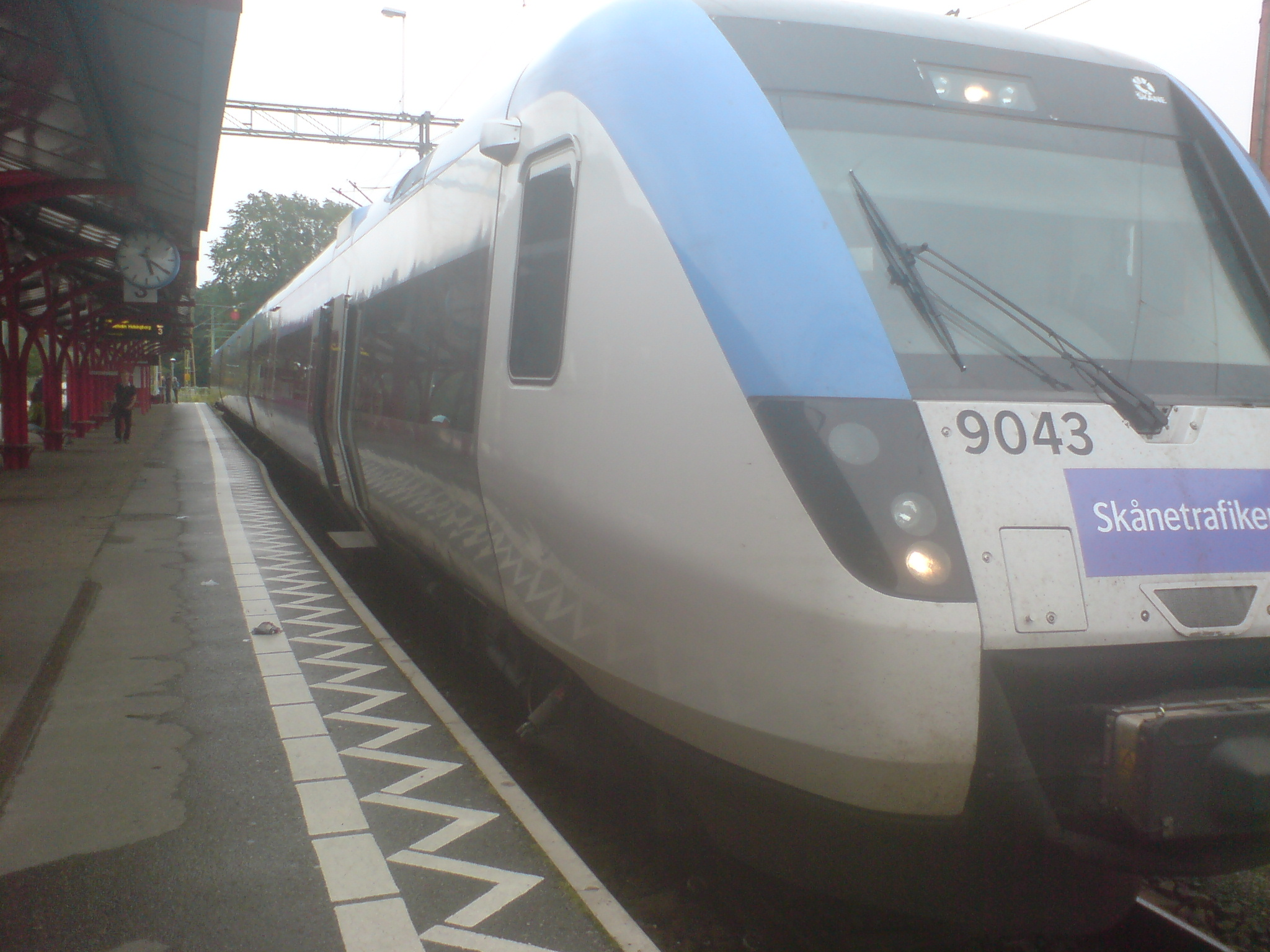
Ett Reginatåg (inhyrt) i Kristianstad

- Helsingborg – Åstorp trafikeras av Skånetrafikens pågatåg.
- Helsingborg – Kristianstad trafikeras av pågatåg. Dessa pågatåg har Kristianstad och Helsingborg som startstation/ändstation.
- Hässleholm – Kristianstad trafikeras dessutom av Öresundståg (mellan Karlskrona-Kristianstad-Malmö (-Helsingör))

Omledningsbanan via Kattarp (en del av den tidigare Skåne–Hallands Järnväg) trafikeras i regel inte men används som omledningsmöjlighet vid trafikstörningar och banarbeten.

### Godståg
- Helsingborg – Hässleholm trafikeras av Green Cargos godståg.
- Hässleholm – Kristianstad trafikeras av Green Cargos godståg.
- Åstorp – Billesholm trafikeras av Green Cargo två gånger per dag.
- Åstorp – Helsingborg – Åstorp trafikeras av Green Cargo.

Eftersom godståg inte tillåts att köra genom tunneln i Helsingborg körs samtliga godståg från Helsingborg via Ramlösa och Åstorp istället för via Kattarp.
De godståg till Västkustbanan från Helsingborg fortsätter via Åstorp mot Ängelholm och de godståg från Västkustbanan körs via Ängelholm mot Åstorp och därefter mot Helsingborg via Bjuv och Ramlösa.
På den hårdast utnyttjade delen trafikeras Skånebanan av cirka 10-11 godståg per dygn. Banan tillåter axellaster upp till 22,5 ton. Anpassning till högre axellaster är planerade.[källa behövs]

## Omfattande upprustningar
Under 2008−2009 genomfördes upprustningar i form av höjning samt förlängning av plattformar på stationerna i Bjuv, Åstorp, Klippan, Perstorp samt i Tyringe. Under augusti-november 2010 genomfördes en större upprustning av stationen i Klippan. Dels så byggdes plattformarna för spår 2 och 3 i Klippan om på ett liknande sätt som man gjort med plattformen för spår 1. Utöver det så gjordes bland annat växelkonfigurationen om så att godståg leds direkt in till industrispåren utan att behöva köra på en del av spåren som persontågen använder.
Både räls, slipers samt kontaktledningsstolparna och dess kontaktledning är i behov av utbyte. Samtidigt konstaterade dåvarande Banverket i en utredning 2009 att det mellan Påarp och Ramlösa råder kapacitetsbrist eftersom godstågen vid Ramlösa måste korsa Västkustbanans dubbelspår för att komma till godsbangården vilket leder till oönskade stopp och väntetider. En lösning är att bygga ett mötesspår i Ättekulla. Med start 2011 kommer därför slipers och räls att bytas ut mellan Hässleholm och Åstorp samtidigt som man bygger mötesspåret i Ättekulla, anpassad för 750 meter långa tåg. Under 2012-2013 byter man även ut kontaktledningsstolparna och dess kontaktledning på sträckan Hässleholm-Åstorp. På längre sikt kommer även säkring av plankorsningar att ske för att kunna höja högsta tillåtna hastighet på delen Hässleholm-Helsingborg från dagens 130 km/tim till 160 km/tim för att senare i framtiden kunna nå målsättningen på 60 min restid mellan Kristianstad-Helsingborg.

### Dubbelspår
Sedan 12 december 2010 går det upp till 3 tåg/timme och riktning på sträckan Hässleholm-Kristianstad vilket gör att det är mycket trångt på den aktuella sträckan. Trots ett flertal mötesstationer med täta intervall så uppstår ändå förseningar och därför trycker Skånetrafiken på hos Trafikverket för att få hjälp med insatser så som mindre upprustning i Vinslöv så att tågen kan passera Vinslöv i 160 km/tim. Men även större upprustning med dubbelspår på sträckan Hässleholm-Kristianstad lyfts fram. Redan idag finns det ett förslag hos Trafikverket om en utredning av partiellt dubbelspår.